# Robert Banks (chimico)
Robert Louis Banks (Piedmont, 24 novembre 1921 – 3 gennaio 1989) è stato un chimico statunitense.
Ricercatore della Phillips Petroleum dal 1980 al 1985, vinse nel 1987 la medaglia Perkin insieme a John Paul Hogan per i suoi studi sull'oligomerizzazione delle olefine.